# Università telematica Giustino Fortunato
Die Università telematica Giustino Fortunato, kurz Unifortunato, ist eine italienische private, staatlich anerkannte Fernuniversität mit Sitz in Benevento in Kampanien sowie in Mailand, Catania, Palermo und Rom.
Die Hochschule wurde nach Giustino Fortunato (1848–1932), einem italienischen Historiker und Politiker, benannt und durch einen Ministerialerlass am 13. April 2006 gegründet. Sie ist eine nicht-staatliche Universität, die ihre Dienstleistungen als Fernlehre anbietet. Die verliehenen akademischen Abschlüsse (Bachelor, Master und Postgraduate) sind denen der traditionellen staatlichen Universitäten gleichgestellt. In einem Online-Lernmodell werden an folgende Fakultäten Studienrichtungen angeboten:
- Fakultät für Verkehrswissenschaften und -technik
- Fakultät für Psychologie
- Fakultät für Erziehungswissenschaften
- Juristische Fakultät
- Fakultät für Wirtschaftswissenschaften